# Ali Kemal
Ali Kemal Bey (1867-6 de noviembre de 1922) fue un político, periodista, editor de diarios, poeta turco-otomano, de corte liberal, que se desempeñó como Ministro del Interior en el gobierno de Damad Ferid Bajá, el Gran Visir del Imperio Otomano. Fue asesinado durante la Guerra de Independencia de Turquía.
Kemal es el padre de Zeki Kuneralp, quien fue embajador turco en Suiza, Reino Unido y España. Además, es el abuelo del diplomático turco Selim Kuneralp y el político británico Stanley Johnson. A través de Stanley Johnson, Ali Kemal es el bisabuelo paterno del  Primer Ministro del Reino Unido Boris Johnson, como así también de Jo Johnson (MP por Orpington), el periodista Rachel Johnson y el emprendedor Leo Johnson.

## Primeros años
Era hijo de Hacı Ahmet Rıza Efendi, un otomano turco del pueblo de Kalfat en Çankırı, mientras que su madre era circasiana, supuestamente de origen eslavo. Kemal fue un periodista que viajó extensamente. En aquellos viajes, visitó Suiza, donde conoció y se enamoró de una chica anglosuiza, Winifred Brun, hija de Frank Brun y Margaret Johnson. Se casaron en Paddington, Londres, Middlesex, el 11 de septiembre de 1903.

## Asesinato
El 4 de noviembre de 1922, Kemal fue secuestrado en una peluquería en el Hotel Tokatliyan en Estambul, y fue llevado al lado de Anatolia en la ciudad en lancha con destino a Ankara para juzgarlo por traición. El 6 de noviembre de 1922, el equipo fue interceptado en İzmit por el general Nureddin Pasha, entonces comandante del Primer Ejército, que estaba alineado con Mustafa Kemal Pasha. Kemal fue atacado y linchado con palos, piedras y cuchillos por un grupo creado por Nureddin, y colgado en un árbol.Su cabeza fue aplastada con un garrote y fue lapidado hasta la muerte. Tal y como fue descrito por Nureddin personalmente a Riza Nur, quien se encontraba con Ismet Inönü en camino a Lausana para negociar un tratado de paz con los aliados, "su cuerpo cubierto de sangre fue subsecuentemente colgado con un epitafio sobre su pecho que rezaba: 'Artin Kemal'". El otorgarle un nombre armenio ficticio a la víctima tenía como fin la indignidad.